# Light & Magic
Light & Magic är det andra studioalbumet av den engelska musikgruppen Ladytron, utgivet den 17 september 2002 på Telstar Records i Storbritannien och på Emperor Norton Records i USA. Albumet producerades av gruppens DJ Daniel Hunt tillsammans med Mickey Petralia.

## Låtlista
Låtarna skrivna av Ladytron.
1. "True Mathematics" – 2:22
2. "Seventeen"' – 4:38
3. "Flicking Your Switch" – 3:26
4. "Fire" – 2:49
5. "Turn It On" – 4:46
6. "Blue Jeans" – 4:13
7. "Cracked LCD" – 2:32
8. "Black Plastic" – 4:17
9. "Evi" – 5:34
10. "Startup Chime" – 3:31
11. "NuHorizons"  – 4:03
12. "Cease2xist" – 4:37
13. "Re:agents" – 4:53
14. "Light & Magic" – 3:35
15. "The Reason Why" – 4:14

Bonuslåtar på 2004 års nyutgåva
1. "Seventeen" (Soulwax mix) – 4:26
2. "Cracked LCD" (live in Sofia) – 2:55
3. "Light & Magic" (live in Sofia) – 3:23
4. "Evil" (Pop Levi mix) – 3:13

## Medverkande
- Tom Dolan – design
- Matt Fausak – assisterande ljudtekniker
- Michael Fitzpatrick – ljudtekniker, ytterligare programmering
- William Howard – fotografi
- Roger Joseph Manning Jr – ytterligare keyboard
- Justin Meldal-Johnsen – elbas
- Mickey Petralia – medproducent, ytterligare mixning
- Shari – bakgrundssång (2)
- Aleks Tamulis – assisterande ljudtekniker

Information från Discogs